# 가이메이바우
가이메이바우 (중국어 정체자: 雞尾包, 월병: gai1 mei5 baau1)는 홍콩식 빵의 일종으로, 코코넛을 갈아 속을 채운 달콤한 빵이다. 홍콩 고유의 빵 중에서도 가장 대표적인 빵으로 알려져 있다. '가이메이바우'는 광둥어 발음이며, 표준중국어로는 '지웨이바오'라고 발음한다.

## 역사
가이메이바우는 1950년대 홍콩에서 만들어진 빵이다. 당시 빵집 주인들이 아직 멀쩡하게 먹을 수 있음에도 팔리지 않아 버리게 된 빵들을 어떻게 처리할지 고민하다가, 빵들을 신선한 새 제품으로 활용하는 방도를 찾다가 개발하였다. 만든지 하루 지난 빵을 갈아서 설탕과 코코넛 간 것을 섞어넣고 달콤한 소를 만들고, 신선한 빵 반죽에 그 소를 채워 가이메이바우를 만들게 된 것이다.
가이메이바우는 한문으로 '계미포' (雞尾包)인데 계미란 말인즉슨 닭꼬리를 말한다. 영어로는 '닭꼬리빵'이란 말을 그대로 옮겨 'Cocktail bun'로 표기하는데, 사실은 제빵사가 여러 재료를 섞어 만드는 모습이 바텐더가 술을 섞어 칵테일을 만드는 모습에 빗댄 것에서 유래한 이름이라는 설도 존재한다. 이 유래에 따르면 영어 이름은 '칵테일빵'이란 뜻이 되는데, '닭꼬리빵'이란 뜻밖에 없는 중국어 이름과는 달리 어느 쪽이든 해석이 가능하다.

## 요리
빵에 들어가는 소의 경우 원래는 구운 지 하루 지난 빵과 백설탕만 섞어 만들었으나, 이후 잘게 썬 코코넛과 버터 (내지는 마가린)을 더해 만들게 되었으며 이것이 오늘날 홍콩에서 만들어지는 가이메이바우의 주요 재료다. 빵의 크기는 15~20cm 정도이며 두께가 5~7cm에 달해 조그만 바게트를 연상시킨다. 가이메이바우는 역시 홍콩에서 유래한 파인애플빵과 더불어 중국식 빵집에서 많이 찾아볼 수 있는 빵 중 하나이다.
빵 자체는 부드럽고 유연하며 달달한 맛이 나는 전형적인 홍콩식 빵이다. 코코넛을 베이스로 한 소는 찐득하고 버터 같은 식감에 달콤한 맛이다. 오븐에 넣기 전 달걀물을 빵 겉면에 바르는데 이 덕분에 빵 윗부분은 반짝이는 황갈색을 띄며, 코코넛 속으로 위에 줄무늬 등을 그려넣기도 한다. 깨를 뿌려 장식하는 경우도 있다.
타이완에서도 '지웨이바오'란 이름으로 팔며, 조금 단단한 식감이지만 코코넛 속과 깨가루는 그대로다.

## 같이 보기
- 홍콩 요리
- 빵 목록
- 소를 넣은 음식 목록